# Алтаир 8800
Altair 8800 е микрокомпютър, разработен от Хенри Едуард Робъртс от американската компания Micro Instrumentation and Telemetry Systems (MITS), Албъкърки (Ню Мексико, САЩ), през 1975 г. като комплект за сглобяване. Впоследствие е обявен за първия персонален компютър.
Машината работи с микропроцесор Intel 8080, разполага с 256 байта компютърна памет и има панел с превключватели. Реклама на компютъра има на корицата на януарския брой от 1975 г. на списание Popular Electronics. Тази корица вдъхновява Бил Гейтс и Пол Алън да разработят Altair BASIC.
Компютърът се купува чрез поръчка по пощата, а създателите му първоначално се надяват да продадат няколкостотин комплекта, предназначени за ентусиасти, но са напълно изненадани от предизвикания интерес. Обяснение може да се търси в цената на комплекта от около 400 долара, като само микропроцесорът струва 360. Изгодната покупка води до големи продажби – още първия месец се продават хиляди. Предварително сглобени компютри Altair се купуват и от бизнес компании и хора, които просто искат да имат компютър. Ентусиазмът от успеха води до възникване на първото списание за компютри Computer Notes, издавано от MITS, която организира и обиколка из страната с автофургон „MITSмобил“ с цел реклама и демонстрация. На много места след посещението възникват компютърни клубове.
Днес се смята, че Altair запалва искрата, породила микрокомпютърната революция през следващите няколко години: компютърната шина на Altair се превръща в de facto стандарт под формата на шина S-100, а програмният език Altair BASIC е първият софтуерен продукт на Microsoft.